# Чибисанка
Чибисанка — река на юге острова Сахалин.
Впадает в озеро Большое Чибисанское, протекает по территории Корсаковского городского округа Сахалинской области.
Общая протяжённость реки составляет 13 км. Площадь водосборного бассейна составляет 28,3 км². Общее направление течения с запада на восток.

## Данные водного реестра
По данным государственного водного реестра России относится к Амурскому бассейновому округу.
Код объекта в государственном водном реестре — 20050000212118300006021.